# تونینگ
شهر تونینگ (به آلمانی: Tönning) در ایالت اشلسویگ-هل‌اشتاین در کشور آلمان واقع شده‌است.